# Team Budget Forklifts
Das Team Budget Forklifts war ein australisches Straßenradsportteam mit Sitz in Eagle Farm.
Die Mannschaft wurde 2008 unter dem Namen Ord Minnett-Triple Play gegründet und nahm bis 2015 als Continental Team an den UCI Continental Circuits teil. Die meisten Rennen fuhr die Mannschaft in Australien und Neuseeland. Seit Oktober 2008 fuhr die Mannschaft unter dem letzten Namen. Manager war Cameron Watt, der von dem Sportlichen Leiter Shaun McCarthy unterstützt wurde. Die Mannschaft wurde mit Fahrrädern der Mark LOOK ausgestattet.
Ende 2015 wurde das Team aufgelöst.

## Saison 2015

### Erfolge in der UCI Oceania Tour
| Datum      | Rennen                              | Kat. | Fahrer         |
| ---------- | ----------------------------------- | ---- | -------------- |
| 1. Februar | 4. Etappe New Zealand Cycle Classic | 2.2  | Joshua Prete * |

### Abgänge – Zugänge
| Zugänge          | Team 2014                               | Abgänge        | Team 2015                              |
| ---------------- | --------------------------------------- | -------------- | -------------------------------------- |
| Jack Bobridge    | Belkin-Pro Cycling Team                 | Timothy Roe    | Drapac Professional Cycling            |
| Jack Anderson    | Drapac Professional Cycling             | Michael Vink   | CCT p/b Champion System                |
| Glenn O’Shea     | An Post-Chain Reaction                  | Marc Williams  | Data #3 Symantec Racing Team p/b Scody |
| Jacob Kauffmann  | Garneau-Québecor                        | Jesse Kerrison | BMC Development Team                   |
| Mitchell Mulhern | OCBC Singapore Continental Cycling Team | Alex Wohler    | CC Villeneuve Saint-Germain            |
| Luke Davison     | Synergy Baku Cycling Project            |                |                                        |
| Michael Torckler | Team SmartStop                          |                |                                        |
| Josh Berry       | Neoprofi                                |                |                                        |
| Brendan Canty    | Neoprofi                                |                |                                        |
| Scott Sunderland | Neoprofi                                |                |                                        |

### Mannschaft
| Name             | Geburtstag        | Nationalität | Team 2016                      |
| ---------------- | ----------------- | ------------ | ------------------------------ |
| Jack Anderson *  | 2. Juni 1987      | Australien   |                                |
| Daniel Barry     | 29. Januar 1988   | Neuseeland   |                                |
| Josh Berry       | 5. September 1990 | Australien   | St. George Merida Cycling Team |
| Jack Bobridge    | 13. Juli 1989     | Australien   | Trek-Segafredo                 |
| Brendan Canty    | 17. Januar 1992   | Australien   | Drapac Professional Cycling    |
| Luke Davison     | 8. Mai 1990       | Australien   |                                |
| Westley Gough    | 4. Mai 1988       | Neuseeland   |                                |
| Samuel Horgan    | 20. April 1987    | Neuseeland   |                                |
| Kristian Juel    | 5. Februar 1992   | Dänemark     |                                |
| Jacob Kauffmann  | 24. März 1987     | Australien   |                                |
| Mitchell Mulhern | 22. Januar 1991   | Australien   | Satalyst Verve Racing Team     |
| Tommy Nankervis  | 21. Januar 1983   | Australien   |                                |
| Glenn O’Shea     | 14. Juni 1989     | Australien   | ONE Pro Cycling                |
| Joshua Prete *   | 17. August 1991   | Australien   |                                |
| Myron Simpson    | 30. Juli 1990     | Neuseeland   |                                |
| Scott Sunderland | 16. März 1988     | Australien   | Team Illuminate                |
| Brodie Talbot    | 13. Februar 1989  | Australien   | St. George Merida Cycling Team |
| Michael Torckler | 12. April 1987    | Neuseeland   |                                |
| Sam Witmitz      | 17. März 1985     | Australien   |                                |

* Die Fahrer Jack Anderson und Joshua Prete wurden bei der UCI für die Saison 2015 nicht als Radrennfahrer des Continental Teams registriert.

## Platzierungen in UCI-Ranglisten
UCI America Tour
| Saison    | Mannschaftswertung | Fahrerwertung        |
| --------- | ------------------ | -------------------- |
| 2009      | -                  | -                    |
| 2011-2013 | -                  | -                    |
| 2014      | 36.                | Brodie Talbot (357.) |
| 2015      | 42.                | Brendan Canty (315.) |

UCI Asia Tour
| Saison    | Mannschaftswertung | Fahrerwertung          |
| --------- | ------------------ | ---------------------- |
| 2009      | 35.                | Cameron Jennings (98.) |
| 2011-2012 | -                  | -                      |
| 2013      | 40.                | Kristian Juel (155.)   |
| 2014      | 10.                | Sam Witmitz (11.)      |
| 2015      | 39.                | Scott Sunderland (59.) |

UCI Oceania Tour
| Saison | Mannschaftswertung | Fahrerwertung       |
| ------ | ------------------ | ------------------- |
| 2008   | 10.                |                     |
| 2009   | 7.                 | Jack Anderson (21.) |
| 2011   | 6.                 | Luke Davison (9.)   |
| 2012   | 4.                 | Mark O’Brien (6.)   |
| 2013   | 2.                 | Jack Anderson (5.)  |
| 2014   | 3.                 | Michael Vink (2.)   |
| 2015   | 3.                 | Daniel Barry (8.)   |